# Waldeck Rochet
Waldeck Rochet (Sainte Croix, 5 de abril de 1905-Nanterre, 15 de febrero de 1983) fue un político francés, secretario general del Partido Comunista entre 1964 y 1972.

## Biografía

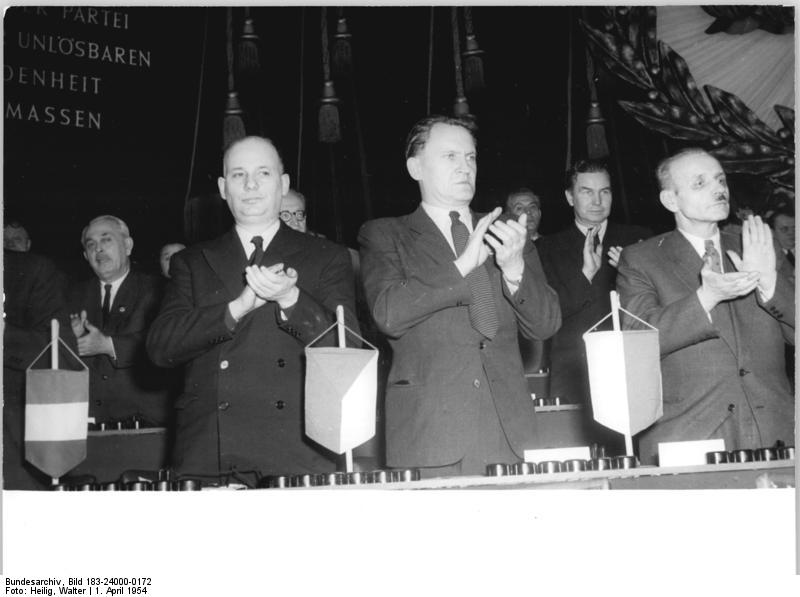
Rochet, primero por la izquierda, en Berlín en 1954

Nacido el 5 de abril de 1905 en Sainte Croix, departamento de Saona y Loira, se afilió a la Jeunesse Communiste (Juventudes Comunistas) en 1923 y al propio Partido Comunista en 1924. Dirigió la sección agraria del Partido Comunista entre 1934 y 1964, cuando le sucedió Fernand Clavaud, y entró a formar parte en 1937 del Comité Central del PCF. Permaneció detenido en el contexto de la ilegalización del PCF entre 1939 y 1943.
Waldeck, que ocupó diversos cargos orgánicos en la estructura del PCF tras el fin de la guerra, se convirtió en secretario del PCF en mayo de 1964. Fue agente promotor de una alianza con los socialistas, además de la unión de la izquierda, que apoyó en bloque a François Mitterand en las elecciones presidenciales de 1965. Cesó como secretario general del PCF en 1972, cuando fue sucedido por Georges Marchais.
Falleció el 15 de febrero de 1983 en Nanterre, departamento de Altos del Sena.